# Astica
Astica es una localidad y distrito del departamento Valle Fértil, localizada, en forma aproximada, al centro sur de la nombrada unidad política, a 41 kilómetros, en dirección sureste, de Villa San Agustín, en el centro este de la Provincia de San Juan, Argentina.
Según una leyenda del lugar, Astica debe su nombre de la expresión yacampi "Aj-tikay" que significa "más flores" o "lugar de flores".
Es una localidad donde prevalece el modo de vida rural, cuya economía se centra, en forma predominante, en una agricultura de tipo tradicional con la implantación de cultivos estacionales. También, producto de un ambiente serrano con abundante vegetación, Astica presenta características de potencial desarrollo de actividades vinculadas a servicios turísticos.
Su principal vía de comunicación es la Ruta Provincial 510, la cual la conecta con el resto del departamento Valle Fértil.

## Geografía

### Ubicación
La localidad de Astica se encuentra en inmediaciones de la Ruta Provincial 510, a 209 km de la Ciudad de San Juan y a 1213 km de la Ciudad de Buenos Aires.
Al igual de otras localidades y caseríos del Departamento Valle Fértil la población se desarrolló sobre las bases de un asentamiento indígena, en torno al río Astica y los arroyos y pequeñas lagunas de la zona.

### Población
Cuenta con 1200 habitantes (Indec, 2019), .

### Servicios
La localidad cuenta con una pequeña estación terminal de buses y servicio regular de pasajeros, que la vinculan con la ciudad de San Juan y la localidad de San Agustín de Valle Fértil.
En la localidad de Astica existe una escuela de nivel inicial, una escuela orientada a la capacitación laboral, dos escuelas albergue en las cercanías y una pequeña biblioteca.

### Economía
En la localidad se practica el cultivo y la producción en pequeña escala de cítricos, destinados a la elaboración artesanal de dulces, mermeladas y licores.
Otras actividades de tipo artesanal incluyen la producción de tejidos, artículos de cuero y objetos ornamentales.

### Sismicidad
La sismicidad del área de Cuyo (centro oeste de Argentina) es frecuente y de intensidad baja, y un silencio sísmico de terremotos medios a graves cada 20 años en distintas áreas aleatorias.

## Turismo
La localidad es una de las que presenta mayor potencial en cuanto a desarrollo de productos turísticos del Departamento Valle Fértil.
La comunidad de Astica impulsa el desarrollo de actividades turísticas recreativas y de observación de flora y fauna. Estas actividades se organizan a partir de la promoción de circuitos para caminatas, de diferentes grados de dificultad, o bien cabalgatas guiadas.
- Aventura en las Sierras: Se desarrolla a lo largo de la Quebrada de Astica, recorriendo la ribera del río homónimo, culminando con el ascenso a las Sierras de Elizondo.[12]

- Circuito del citrus:  El recorrido de características recreativas  incluye los parajes de Bajo de Astica, Huerta Los Cascabeles y la visita a la Iglesia de San Pedro.[13]

- Quebrada de las Golondrinas: Hacia fines de enero de 2016, la comunidad inició acciones tendientes a promover turísticamente este circuito, cuyo recorrido incluye lugares escasamente explorados, adecuados para la observación de fauna y flora y de gran valor paisajístico.[14]

- Fiestas populares: Durante el mes de enero se desarrolla la Festival del Artesano,[15] y durante el mes de noviembre la Fiesta de la Tradición.[16]

### La Leyenda de los Naranjos de Astica
La más conocida muestra de la cultura popular de Astica es el relato del cual se cree proviene el nombre de la localidad. Según la leyenda, los naranjos que se cultivan en la actualidad tienen su origen en unos pocos esquejes de este frutal que un grupo de religiosos jesuitas le dio al cacique yacampi Misipay, en un intento de consolarlo en la pena causada por la muerte de su hija Miskinay, a manos de un grupo de exploradores españoles. El cacique, atendiendo a las indicaciones de los religiosos, plantó y regó las varillas de naranjo que con el tiempo crecieron hasta convertirse en árboles florecidos, cuyo perfume se extendía por el lugar. 
Según esta leyenda, el nombre "Astica" proviene de la expresión "Aj-tikay" que significa "más flores" o "lugar de flores".